# One Way (groupe)
Pour les articles homonymes, voir One Way (homonymie).
One Way (hangeul: 원웨이) est un groupe de RnB et de hip-hop sud-coréen originaire de Séoul. Le duo se compose du chanteur Peter (Peter Hyun) et du rappeur Sky (Cho Jun Young). 

## Biographie
One Way font leurs débuts le 6 mars 2010 sur le plateau du Music Core de MBC avec leur single Magic. Depuis leurs débuts, ils sont dans de nombreuses émissions radio, telles que MBC Starry Night, TBS K-popular présenté par As One, TBS Music Planet présentée par J.ae, et Arirang Evening Groove présentée par DJ Dorothy.
One Way est considéré comme un groupe de RnB qui a gagné de l'attention à la fois en Corée du Sud et dans le monde pour composer eux-mêmes leur musique, qui a un son unique. Ils ont posté plusieurs covers sur leur chaîne YouTube officielle, tels que celui de Sexy Love de Ne-Yo. Ils ont fait leurs débuts officiels sur YouTube grâce à leur propre morceau U-Drag.
Peter et Sky se sont rencontrés pour la première fois au lycée à Sydney en Australie. Plus tard, Sky déménage à Los Angeles en Californie, où il a rencontré Chance (un ancien membre) au lycée. Les trois membres parlent couramment anglais et coréen. Les débuts de One Way aux États-Unis ont eu lieu lors de la Korean Night de l'Université Stony Brook le 7 avril 2011, puis lors du ProjectKorea de l'Université Rutgers le 8 avril 2011.
En 2011, Chance met le groupe en pause. Les deux membres, Sky et Peter, ont plus tard décidé de créer une sous-unité appelée Detour. L'ancien membre, Chance, est actuellement leader de l'équipe Duble Sidekick où il produit et compose de la musique. Il a eu l'occasion de collaborer avec des artistes tels que 2PM, Yongguk de B.A.P, MBLAQ, Haha&Skull, Baek Jiyoung, Huh Gak, Zia, B1A4, Dalmatian and The Seeya ; sa team a aussi remporté le prix de composition aux MelOn Music Awards.

## Membres
- Peter (Peter Hyun (현 피터))
- Sky (Cho Jun Young (조준영))

### Ancien membre
- Chance (Kim Michael Jung (김 정)) - connu sous le nom de Chancellor

## Discographie
- 2010 : One Way Remix

1. "U-drag"
2. "One-way"
3. "Magic"
4. "없는 번호" (Obneun Beonho)
5. "CASINO"

- 2010 : One Way Street

1. "U-drag"
2. "One-way"
3. "Magic"
4. "없는 번호" (Obneun Beonho)
5. "CASINO"
6. "Magic" (R&B Remix)
7. "Magic" (instrumental)
8. "없는 번호" (Obneun Beonho) (instrumental)

- 2010 : One Way Street Philippine Edition

1. "U-drag"
2. "One-way"
3. "Magic"
4. "없는 번호" (Obneun Beonho)
5. "CASINO"
6. "Magic" (R&B remix)
7. "Magic" (instrumental)
8. "없는 번호" (Obneun Beonho) (instrumental)

Pistes bonus et DVD bonus
Pistes bonus pour les Philippines seulement:
DVD bonus – vidéoclips de:

1. "Magic"
2. "Wrong Number"
3. "U Drag"
4. "One Way"

- 2010 : Rainy Days (single digital)

1. "Rainy Days" (feat. Jun. K de 2PM)
2. "Rainy Days" (English unplugged ver.)

- Rainy Days (full album) (4 janvier 2011)

1. "The Forecast" (feat. One Sound Choir)
2. "Rainy Days" (feat. Jun. K (준수) of 2PM)
3. "New Drag"
4. "빠져" (Ppajyeo)
5. "Forever"
6. "Flight 101" (feat. As One)
7. "Can't Stop"
8. "Coffee" (feat. J.ae)
9. "Rainy Days" (unplugged English version)
10. "A Thousand Words"
11. "Coffee" (Trumpet version) – piste bonus
12. "Forever" (Harmonica version) – piste bonus
13. "A Thousand Words" (Harmonica version) – piste bonus
14. "Rainy Days" (radio edited version) – piste bonus

- Beautiful Day (vidéoclip single) (4 juin 2013)
- Vibes (single) (23 novembre 2016)